# Ihor Kolomoïsky
Ihor Valeriovytch Kolomoïsky (en ukrainien : Ігор Валерійович Коломойський), né le 13 février 1963, est un homme d'affaires et oligarque israélo-chypriote,, né au sein d'une famille juive ukrainienne. Ihor Kolomoïsky est le principal actionnaire du Privat Group (en) et le président de facto du FK Dnipro. Il détient divers actifs médiatiques, pétroliers et métallurgiques adossés à la banque Privat.
Parmi les milliardaires, Kolomoïsky prend le 2e ou le 3e rang en Ukraine, après Rinat Akhmetov et Viktor Pintchouk, depuis 2006, et la 613e position dans le classement mondial selon le magazine Forbes. Selon Forbes, son patrimoine s'élève à 2,4 milliards de dollars, alors que le Korrespondent l'évalue à 6,2 M$.
Occupant un rôle influent dans la politique ukrainienne, il finance des partis et contrôle le vote de députés vénaux au sein du Parlement. Il lance par ailleurs la carrière politique de Volodymyr Zelensky, devenu président en 2019. Il finance également des bataillons ukrainiens et est accusé d'armer des groupes illégaux. Il a occupé le poste de gouverneur de l'oblast de Dnipropetrovsk de mars 2014 à mars 2015.
En septembre 2023, il est placé en détention pour fraude et blanchiment d’argent.

## Situation personnelle
La transcription du nom de M. Kolomoïsky s'écrit aussi Igor, Ihor, Kolomoyskyi, Kolomoysky, Kolomoisky, Kolomoiskiy, Kolomoyskiy. Ihor Kolomoïsky est souvent surnommé Benya (Беня), diminutif juif russe populaire au début du XXe siècle, et Bonifatsiy, d'après un personnage d'un dessin animé soviétique populaire, Les Vacances de Boniface, auquel M. Kolomoïsky ressemble, notamment par sa coupe de cheveux.
En 1985, Ihor Kolomoïsky est diplômé de l'Institut universitaire de métallurgie de Dnipropetrovsk (en).
Kolomoïsky est cofondateur de la PrivatBank, ainsi que du Privat Group (en). Il en est président du directoire en 1997,. Il compte parmi ses autres activités : ferroalliage, finance, exploitation pétrolière, médias de masse, industries métallurgiques et pétrolières (également en Russie et en Roumanie).
En octobre 2021, son nom est cité dans les Pandora Papers.

## Biens et participations
Au travers de la PrivatBank, il contrôle Aerosvit Airlines, Dniproavia et Donbassaero. Le contrôle de la compagnie Mansvell Enterprises Limited lui permet celui des compagnies aériennes Skyways Express, City Airline (en) et Cimber Sterling.
| Chaîne de télévision en Ukraine                                         | Propriétaire (2020)                       |
| ----------------------------------------------------------------------- | ----------------------------------------- |
| STB; Noviy; ICTV ; M1 (en); M2 (en) ; Otse                              | Viktor Pintchouk                          |
| 1+1                                                                     | Ihor Kolomoïsky, Ihor Sourkis             |
| 2+2                                                                     | Ihor Kolomoïsky, Ihor Sourkis             |
| TET (en)                                                                | Ihor Kolomoïsky, Ihor Sourkis             |
| Plious Plious                                                           | Ihor Kolomoïsky, Ihor Sourkis             |
| Bigoudi                                                                 | Ihor Kolomoïsky, Ihor Sourkis             |
| 1+1 International                                                       | Ihor Kolomoïsky, Ihor Sourkis             |
| Oukraïna; NLO TV; Indigo ; Foutbol 1 ; Foutbol 2                        | Rinat Akhmetov                            |
| Inter ; Mega (en) ; K1 ; K2 ; NTN ; Enter film ; Piksel ; ZOOM ; Inter+ | Dmytro Firtash, Serhiy Lyovotchkine       |
| Telekanal 112 ; NewsOne ; ZIK                                           | Taras Kozak (Victor Medvedtchouk)         |
| 5 Kanal                                                                 | Petro Porochenko                          |
| Priamiy                                                                 | Volodymyr Makeyenko                       |
| Espresso TV                                                             | 75% Ivan Jevago, 22,5% Larissa Knyajitska |
| Telekanal 24                                                            | Andri Sadovy                              |
| UA:Perchiy                                                              | Publique.                                 |
| NACH                                                                    | Yevheniy Mouraïev                         |

Kolomoïsky est un milliardaire classé en 2007 par Forbes à la 799e position des plus riches du monde, avec 3,8 milliards de dollars ; en 2010 le Kyiv Post estimait sa fortune à 6,243 milliards USD. En mars 2012, Forbes le plaçait en 377e position avec 3 milliards de dollars. En 2010, le Kyiv Post plaçait Kolomoïsky au second rang en Ukraine ; en 2012, Forbes l'évaluait au troisième rang en Ukraine. Dans ces listes, la fortune de Kolomoïsky n'a jamais été surpassée que par celles de Rinat Akhmetov et/ou de Viktor Pintchouk,.
Ihor Kolomoïsky bénéficie d'un forfait fiscal à Genève depuis octobre 2010.

## Parcours politique et mises en cause judiciaires
Les commentateurs de la vie politique ukrainienne listaient Kolomoïsky parmi les alliés de la personnalité politique ukrainienne Ioulia Tymochenko et son Bloc Ioulia Tymochenko. L'hebdomadaire croate Nacional publiait en septembre 2007 l'information selon laquelle Kolomoïsky était devenu un allié du président d'alors en Ukraine, Viktor Iouchtchenko, et avait financé le parti de celui-ci : Notre Ukraine. Kolomoïsky est également connu pour ses liens d'amitiés avec les dirigeants du parti nationaliste Secteur droit (Pravy Sektor). Il est au cœur de plusieurs scandales pour avoir proposé d'offrir des récompenses de 10 000 dollars à qui réussirait à capturer un « petit homme vert » pro-russe. Accusé de russophobie, il offre un million de dollars à celui qui assassinera Oleg Tsarev, ancien député pro-russe et nouveau président du Parlement de l'Union des républiques populaires autoproclamées indépendantes de l'Ukraine.
Depuis 2010, circulaient des rumeurs que les intérêts de Kolomoïsky étaient sous la pression des autorités gouvernementales.
Lors des élections législatives ukrainiennes de 2012, Kolomoïsky était perçu comme l'un des principaux soutiens de l'UDAR, ce qui est démenti par le parti.
En 2014, Ihor Kolomoïsky a reporté son soutien du gouvernement vers celui du mouvement contestataire de 2013-2014 en Ukraine.
Après avoir démis Dmytro Kolesnikov de la charge de gouverneur, Oleksandr Tourtchynov — président de la rada suprême, Président ukrainien par intérim — a nommé le 2 mars 2014 Ihor Kolomoïsky gouverneur de l'oblast de Dnipropetrovsk,,,.
Ihor Kolomoïsky finance plusieurs bataillons spéciaux se battant contre les séparatistes de Donbass, dont le fameux bataillon Azov qui a repris la ville portuaire de Marioupol, le 13 juin 2014, ainsi que les bataillons Aidar, Donbass, Dnipro-1 et Dnipro-2.
Il fait l'objet de poursuites par le Comité d'enquête russe pour « organisation de meurtres, de recours à des moyens et méthodes de guerre illégaux », etc. Un mandat d'arrêt international a été demandé par la Russie, mais celui-ci a été refusé par Interpol,,.

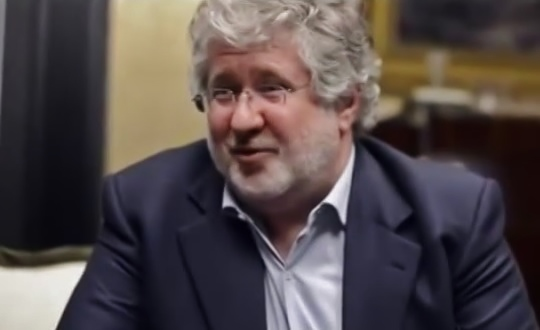
Ihor Kolomoïsky en janvier 2015.

En mars 2015, Kolomoïsky entre directement en conflit avec les autorités centrales d'Ukraine. Le chef des services secrets ukrainiens (SBU) accuse d'abord les autorités locales de Dnipropetrovsk d'être impliquées dans des activités criminelles. Des rumeurs font ensuite état d'affrontements armés imminents entre la garde nationale ukrainienne et des groupes paramilitaires financés par Kolomoïsky. Finalement, le 24 mars, il présente sa démission de son poste de gouverneur au président Petro Porochenko qui l'accepte immédiatement. De nombreux médias pointent alors les conflits entre Kolomoïsky et le chef de l’État, indiquant que ce dernier l'aurait poussé à la démission,.
En 2016, la PrivatBank, première banque du pays, est nationalisée de façon précipitée après un détournement suspecté de 5,5 milliards de dollars.
Lors de la campagne présidentielle de 2019, il met son vaste empire médiatique au service de la candidature de Volodymyr Zelensky : la série Serviteur du peuple, dans laquelle l'ancien acteur incarne un professeur propulsé à la présidence de l'Ukraine, et qui a fortement contribué à sa popularité a ainsi été diffusée par la chaîne 1+1, contrôlée par Ihor Kolomoïsky. Le président ukrainien a également nommé l'avocat personnel de l'homme d'affaires comme conseiller de sa campagne, et s'est rendu à plusieurs reprises à Genève et Tel-Aviv pour s'entretenir avec l'oligarque, alors exilé hors d'Ukraine.
En mai 2019, à la suite de la défaite de Porochenko face à Zelensky, il est de retour en Ukraine, deux ans après l'avoir quittée.
En mars 2021, à la suite des accusations de vol de la banque PrivatBank et de blanchiment d'argent au Delaware, Igor Kolomoïsky est sanctionné par le gouvernement américain et est interdit de séjour aux États-Unis.
En juillet 2022, il se voit avec huit autres personnalités politiques et hommes d'affaires, retirer la nationalité ukrainienne.
En février 2023, des perquisitions ont lieu à son domicile dans le cadre d'une enquête pour fraude fiscale massive et détournement de fonds.
En septembre 2023, accusé de fraude et de blanchiment d'argent, il est placé en détention par un tribunal ukrainien. Il est soupçonné d'avoir retiré à l'étranger entre 2013 et 2020 plus d'un demi-milliard de hryvnia (12 millions d'euros). Il est accusé d'avoir créé des schémas de corruption extrêmement profitables dans les domaines des produits pétroliers et de la métallurgie.
Le 30 juillet 2025, la Haute Cour de Londres a condamné Ihor Kolomoïsky et son associé Gennadiy Bogolyubov (en) à verser 1,9 milliard de dollars à PrivatBank. La procédure judiciaire a duré huit ans et le tribunal les a reconnus coupables d’avoir orchestré le détournement de près de deux milliards de dollars par le biais d’un « système de prêt extrêmement complexe ». Selon Nils Melngailis (lv), président du conseil de surveillance de PrivatBank, « il s’agit d’une victoire historique pour la banque et son actionnaire, le gouvernement ukrainien ».

## Judaïsme
Kolomoïsky est un soutien notable de la communauté juive ukrainienne et le président de la Communauté juive unie d'Ukraine. En octobre 2010, il est nommé président du Conseil européen des communautés juives, conseil adhérant au Congrès juif européen, après avoir promis au président sortant qu'il ferait don de 14 millions de dollars, sa nomination étant décrite comme un « coup d'État, » et une « prise de pouvoir de type soviétique » par d'autres membres du conseil d'administration du CECJ, même s'il semblait avoir été élu,. Après la démission de plusieurs membres du conseil d'administration du CECJ en signe de protestation, Kolomoïsky a quitté le CECJ en mai 2011, et avec son pair l'oligarque ukrainien Vadim Rabinovitch, il a fondé l'Union juive européenne (en) (futur Parlement juif européen) qu'il préside pour cinq ans dès sa fondation en novembre 2011,,.

## Vie privée
Ihor Kolomoïsky a épousé Irina Kolomoïskaïa (née Chigrina) en 1984. Le couple s’est rencontré en 1978 au camp de pionniers «Sosnovyï Bor» (trad.: "forêt de pins") dans la région d’Orel en Russie, quand Igor avait 15 ans,. Un an après leur mariage, les jeunes parents ont eu une fille, Anzhelika.
En 1999, après la naissance de leur fils Gregory, le couple a déménagé en Crimée, mais le climat local ne convenait pas au plus jeune enfant, alors Kolomoïsky et sa famille ont déménagé au bord du lac Léman en Suisse.